# Kraterellen
Die Kraterellen oder Trompeten (Craterellus) sind eine Pilzgattung aus der Familie der Stoppelpilzverwandten (Hydnaceae).
Die Typusart ist die Totentrompete.

## Merkmale
Bei den Kraterellen handelt es sich im Allgemeinen um kleinere Pilze, deren Fruchtkörper mehr oder weniger deutlich in Hut und Stiel gegliedert sind. Der Hut ist meist trichterförmig, der Hutrand ist sehr lange eingerollt. Das Hymenophor kann aus Leisten, die zum Teil weit am Stiel herablaufen und teils miteinander vernetzt sind, oder undeutlichen Runzeln bestehen, aber auch weitgehend glatt sein. Der Stiel ist bei den meisten Arten schlank, hohl und steht zentral.

## Ökologie
Die Kraterellen sind Mykorrhizapartner von Laub- und Nadelbäumen.

## Arten
In Europa kommen 10 Arten vor bzw. sind dort zu erwarten:
| Kraterellen (Craterellus) in Europa |                                      |                                                     |
| \| Deutscher Name \| Wissenschaftlicher Name \| Autorenzitat \| \| ------------------------------------ \| ------------------------------------ \| --------------------------------------------------- \| \| Graue Kraterelle \| Craterellus cinereus \| (Persoon 1794 : Fries 1821) Persoon 1825 \| \| Toten- oder Herbsttrompete \| Craterellus cornucopioides \| (Linnaeus 1753 : Fries 1821) Persoon 1825 \| \| Violettgelbe Kraterelle \| Craterellus ianthinoxanthus \| (Maire 1911) Pérez-de-Gregorio 2000 \| \| Starkriechender Trompetenpfifferling \| Craterellus lutescens \| (Persoon 1801 : Fries 1821) Fries 1838 (nom. cons.) \| \| Schwärzende Kraterelle \| Craterellus melanoxeros \| (Desmazières 1830) Pérez-de-Gregorio 2000 \| \| Nördlicher Trompetenpfifferling \| Craterellus norvegicus \| Vila 2006 \| \| Winzige Kraterelle \| Craterellus pertenuis \| (Skovsted 1956) Vila 2006 \| \| Krause Kraterelle \| Craterellus sinuosus \| (Fries 1821 : Fries 1821) Fries 1838 \| \| Gelbweiße Kraterelle \| Craterellus sinuosus var. luteoalbus \| (Bon et al. 1993) Vila 2006 \| \| Trompetenpfifferling \| Craterellus tubaeformis \| (Bulliard 1790 : Fries 1821) Quélet 1888 \| |                                      |                                                     |
| Deutscher Name | Wissenschaftlicher Name              | Autorenzitat                                        |
| Graue Kraterelle | Craterellus cinereus                 | (Persoon 1794 : Fries 1821) Persoon 1825            |
| Toten- oder Herbsttrompete | Craterellus cornucopioides           | (Linnaeus 1753 : Fries 1821) Persoon 1825           |
| Violettgelbe Kraterelle | Craterellus ianthinoxanthus          | (Maire 1911) Pérez-de-Gregorio 2000                 |
| Starkriechender Trompetenpfifferling | Craterellus lutescens                | (Persoon 1801 : Fries 1821) Fries 1838 (nom. cons.) |
| Schwärzende Kraterelle | Craterellus melanoxeros              | (Desmazières 1830) Pérez-de-Gregorio 2000           |
| Nördlicher Trompetenpfifferling | Craterellus norvegicus               | Vila 2006                                           |
| Winzige Kraterelle | Craterellus pertenuis                | (Skovsted 1956) Vila 2006                           |
| Krause Kraterelle | Craterellus sinuosus                 | (Fries 1821 : Fries 1821) Fries 1838                |
| Gelbweiße Kraterelle | Craterellus sinuosus var. luteoalbus | (Bon et al. 1993) Vila 2006                         |
| Trompetenpfifferling | Craterellus tubaeformis              | (Bulliard 1790 : Fries 1821) Quélet 1888            |

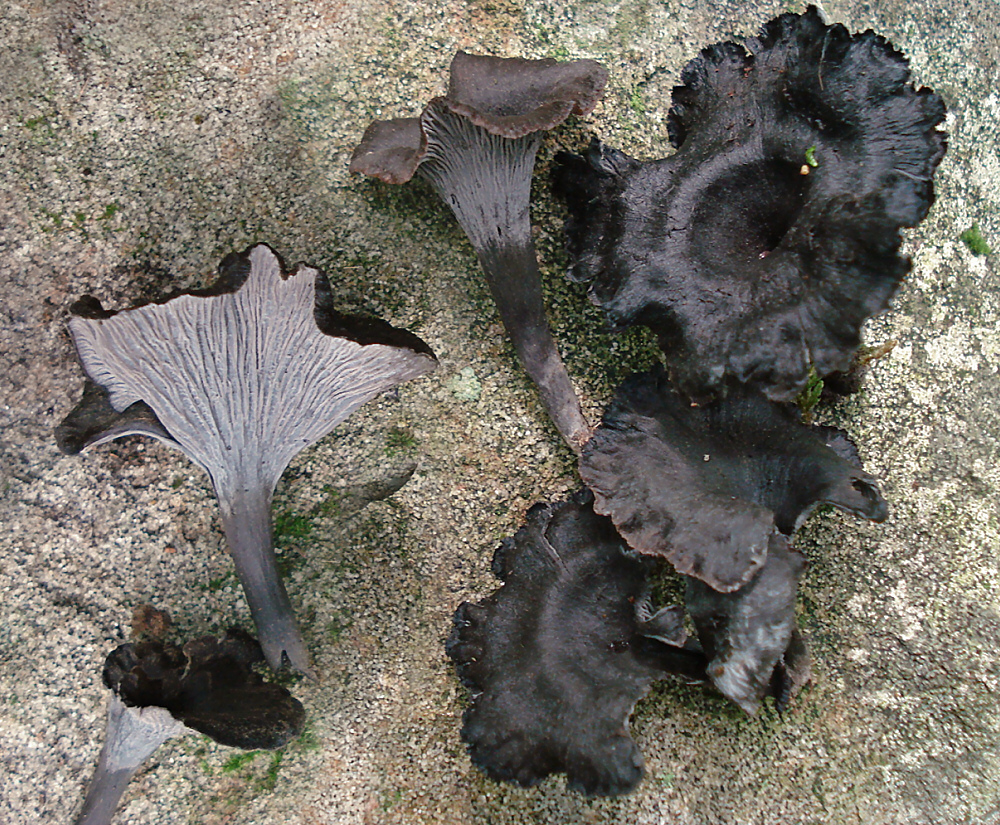
Graue Kraterelle (Craterellus cinereus)
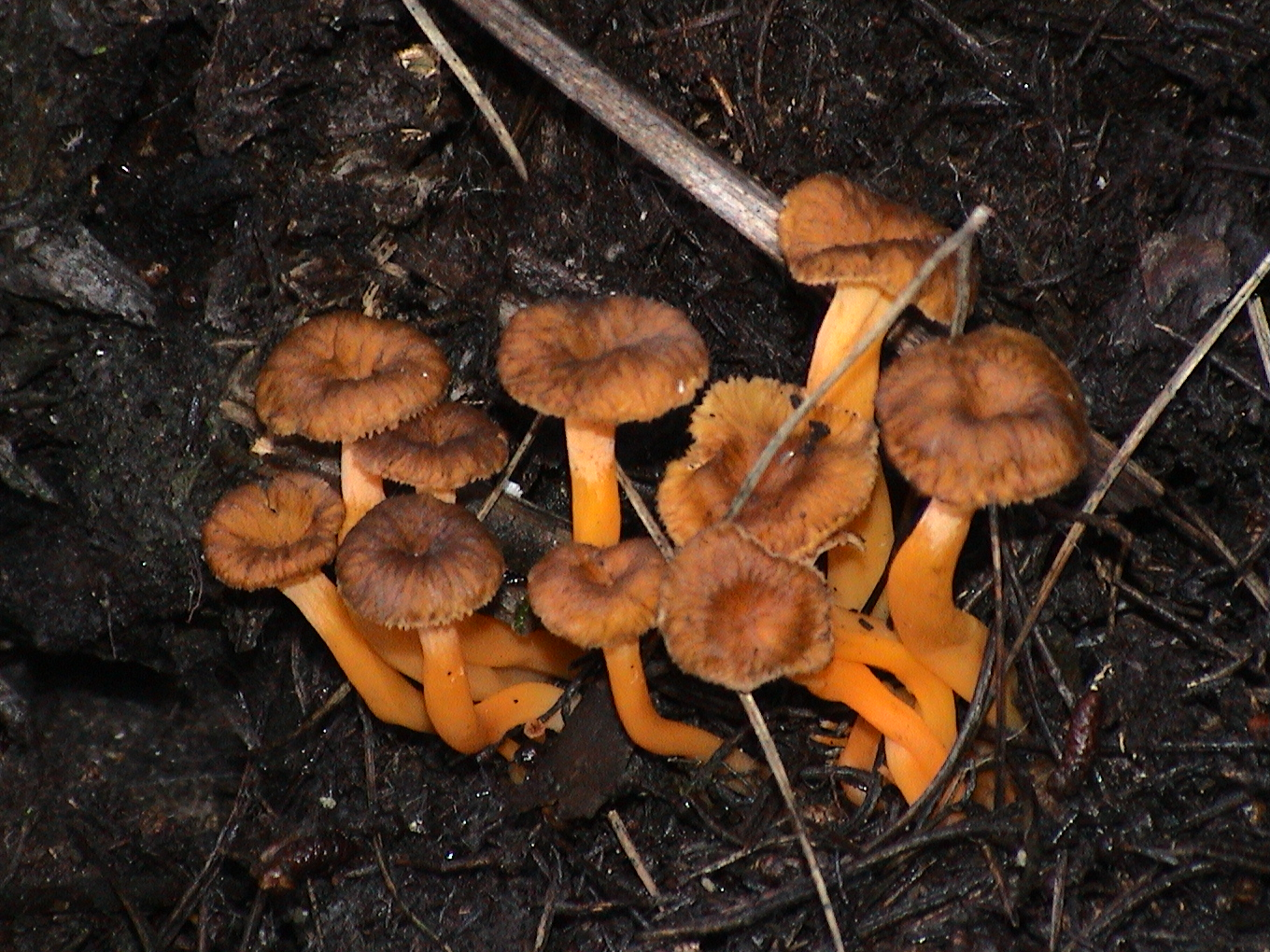
Starkriechender Trompetenpfifferling Craterellus lutescens
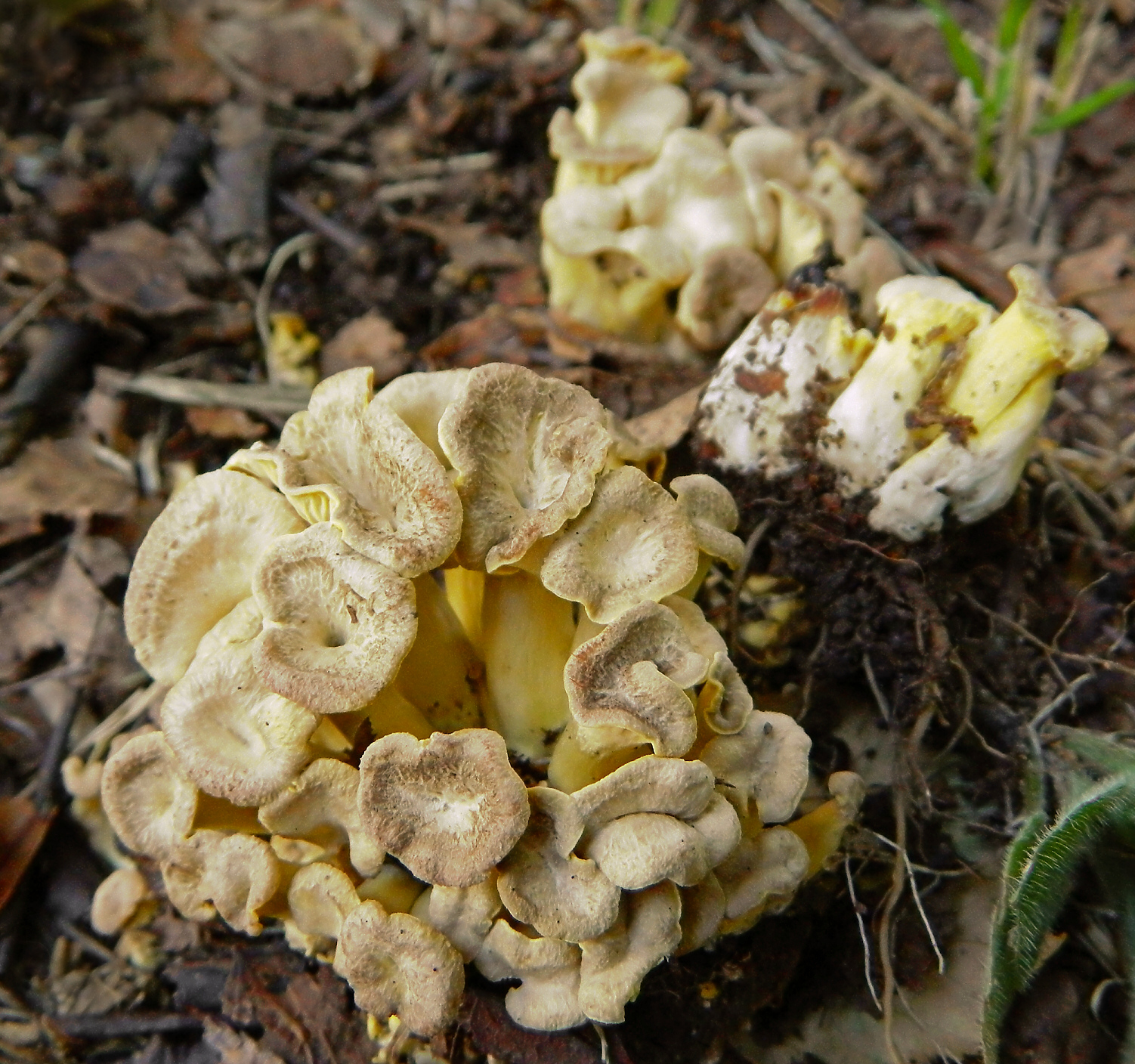
Schwärzende Kraterelle (Craterellus melanoxeros)
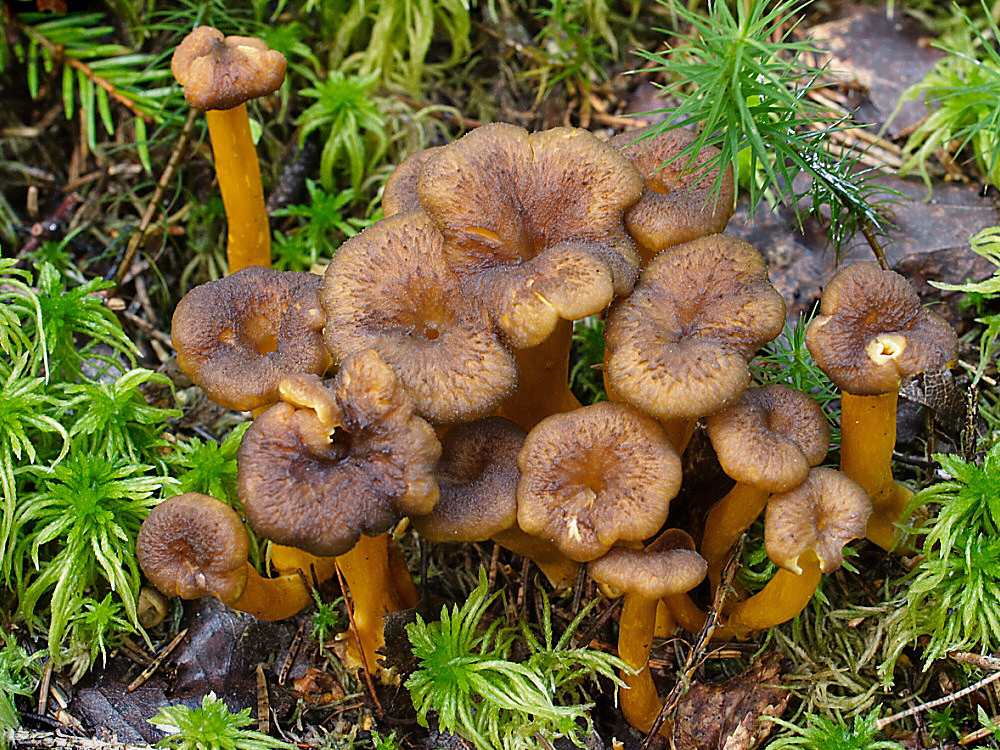
Trompetenpfifferling Craterellus tubaeformis
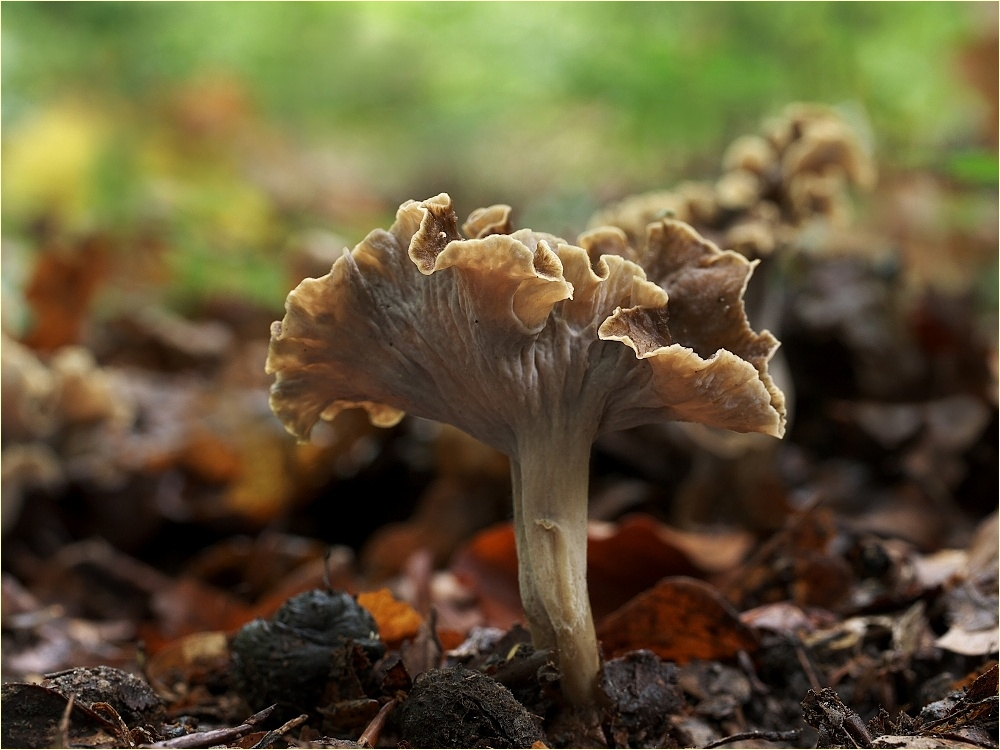
Krause Kraterelle Craterellus undulatus

## Bedeutung
Die Arten der Gattung Kraterellen sind essbar und beliebte Speisepilze.

## Systematik
Die nahe verwandte Gattung Pfifferlinge (Cantharellus) haben immer einen vollen, nie hohlen Stiel. Außerdem graut oder schwärzt ihr Fleisch nie, dafür enthält es bizyklische Carotinoide.
Früher wurde die Gattung Pseudocraterellus unterschieden. Phylogenetische Untersuchungen ergaben jedoch, dass die Gattung nicht von Craterellus abzugrenzen ist.
Es werden folgende Untergattungen unterschieden:
- Cariosi
- Craterellus
  - Totentrompete (C. cornucopioides)
- Imperforati
  - Krause Kraterelle (C. sinuosus)
- Lamelles
  - Graue Kraterelle (C. cinereus)
  - Starkriechender Trompetenpfifferling (C. lutescens)
  - Schwärzende Kraterelle (C. melanoxeros)
  - Trompetenpfifferling (C. tubaeformis)
- Longibasidiosi
- Ovoidei